# Controversie sull'attentato di via Rasella
L'attentato di via Rasella è stato definito «il caso italiano di memoria divisa più rilevante sia per la durata nel tempo che per la molteplicità dei significati», «uno degli emblemi più evidenti della discordia che c'è nel Paese in materia di memoria storica». Dopo aver suscitato reazioni contrastanti e condizionato la realizzazione del celebre film Roma città aperta nel 1944, l'attacco gappista è stato al centro di una discussione pubblica pluridecennale, accesasi soprattutto in occasione degli anniversari dell'evento.
Molte delle polemiche verso l'azione partigiana sono state condotte da ambienti di destra, imputando ai gappisti la responsabilità principale del massacro delle Fosse Ardeatine. I gappisti sono stati accusati tra l'altro di non essersi presentati ai tedeschi, i quali – secondo una versione dei fatti demistificata dalla storiografia – avrebbero dato inizio alle esecuzioni solo dopo aver vanamente chiesto agli attentatori di costituirsi. Altri aspetti discussi, tanto nel dibattito pubblico quanto in sede storiografica, sono stati: la legittimità morale della scelta di compiere un attentato di tale entità, considerati il pericolo per l'incolumità dei civili presenti sul posto e l'alto rischio di esporre la popolazione e i prigionieri a dure rappresaglie; l'utilità militare dell'azione, anche in rapporto all'andamento delle operazioni alleate sui fronti di Cassino e Anzio in quel periodo; l'opportunità di alzare il livello dello scontro in una città nelle particolari condizioni di Roma, la cui salvaguardia dalle ostilità era oggetto di notevoli sforzi diplomatici da parte del governo italiano e del Vaticano; le caratteristiche del reparto attaccato, il Polizeiregiment "Bozen", del quale si è discusso il valore militare e simbolico come obiettivo.
Inoltre, a partire dalla fine degli anni settanta, nell'area della sinistra libertaria e nonviolenta si discusse dell'influenza culturale esercitata dalle azioni gappiste sui gruppi terroristici di sinistra attivi durante gli anni di piombo. Se critici come il politico radicale Marco Pannella e il filosofo Norberto Bobbio accostarono in vario modo il terrorismo gappista a quello dei gruppi eversivi di quegli anni, il Partito Comunista Italiano negò decisamente ogni affinità tra i due fenomeni e tra i rispettivi contesti storici.
Lo storico Gabriele Ranzato ha definito quella di via Rasella «una storia infinita, una contesa inesauribile di ambito nazionale che si ridesta ad ogni occasione con rinnovata animosità». Secondo una testimonianza resa negli anni novanta da Mario Fiorentini, che fu uno degli organizzatori dell'azione partigiana, l'opinione pubblica prevalente le è sfavorevole: «A Roma, se interpelli dieci persone su via Rasella, probabilmente tre capiscono il punto di vista dei gappisti e lo sostengono, due non sanno che dire, e cinque sono contrari».

## Via Rasella eRoma città aperta
I fatti del marzo 1944 condizionarono la realizzazione del famoso film Roma città aperta (1945) di Roberto Rossellini, la cui produzione iniziò pochi mesi dopo la liberazione di Roma. A causa della loro forte carica divisiva, l'attentato di via Rasella e l'eccidio delle Fosse Ardeatine non furono ricostruiti e nemmeno menzionati nella pellicola, nonostante fossero gli episodi più significativi dell'occupazione tedesca della città. Uno dei personaggi principali, il sacerdote don Pietro Pellegrini, muore fucilato a Forte Bravetta come don Giuseppe Morosini, pur essendo originariamente ispirato alla vittima delle Fosse Ardeatine don Pietro Pappagallo. Secondo il critico cinematografico Stefano Roncoroni, studioso del film di Rossellini, fu una «sostituzione in corsa [...] sicuramente dovuta alla volontà di non evocare il luogo reale dov'era morto don Pappagallo, le Fosse Ardeatine, per non rievocare la causa che le aveva prodotte, ovvero l'attentato di via Rasella». L'omissione fu dovuta anche ai contrasti sulla valutazione dell'attentato sorti tra gli sceneggiatori Sergio Amidei e Ferruccio Disnan. Quest'ultimo, di fede liberale, lo giudicava «un'inutile dimostrazione di forza assolutamente non da compiere». Invece secondo Amidei, militante comunista (la sua casa in piazza di Spagna era stata un luogo d'incontro clandestino dei dirigenti del PCI durante l'occupazione tedesca), si trattava di un atto di guerra che rendeva onore a tutta la resistenza romana. I contrasti con Amidei furono all'origine dell'allontanamento di Disnan dai lavori del film.

## Dibattito pubblico

### Anni quaranta
Nel corso del processo a Herbert Kappler, iniziato nel 1948, l'Unità parlava dell'azione partigiana come del «glorioso attacco di via Rasella, dove 32 banditi nazisti finirono per sempre di credere nel Führer».
La rivista Capitolium, pubblicazione ufficiale del Comune di Roma, in occasione del quinto anniversario dell'eccidio delle Fosse Ardeatine nel 1949, pubblicò un articolo commemorativo a firma del segretario generale Gino Crispo, nel quale l'azione gappista è descritta come un avventato colpo di mano dettato da giovanile impulsività:
Fu atto di giovani impetuosi, indubbiamente pervasi da senso di patriottismo e permeati senz'altro da uno sconfinato odio per l'invasore insolente e prepotente; ma fu al tempo istesso atto non ponderato che offerse al feroce oppressore, non dico la giustificazione, ma il facile e prevedibile dèstro di sfogare, traverso un'orrenda strage d'innocenti, i rabidi istinti della sua atavica bestialità.
[...] Il livore, per lunghi mesi contenuto, contro quegli spavaldi strumenti di ruberie e di torture, il pensiero dei continui soprusi e maltrattamenti che cittadini di ogni età e di ogni ceto dovevano subire in rassegnato silenzio, la torbida amarezza di non poter lottare a viso aperto contro quelle soldataglie odiate e temute ad un tempo: tutta quest'onda di sentimenti dovette evidentemente agire sull'animo di quei giovani ardenti, suggerendo loro l'idea di attuare contro la colonna nemica un audace e micidiale colpo di mano.»
Lo stesso anno, per il quarto anniversario della liberazione d'Italia, l'intellettuale Franco Fortini scrisse per il quotidiano socialista Avanti! un duro articolo in cui criticava come ipocrite e retoriche le celebrazioni ufficiali dell'avvenimento da parte dei «padroni di oggi», ossia della maggioranza democristiana al governo. Fortini replicò all'accusa di aver «monopolizzato» la Resistenza che veniva mossa ai partiti di sinistra dai loro avversari, sostenendo che questi ultimi non avrebbero potuto elaborare un'interpretazione convincente della guerra di liberazione, ossia un'interpretazione non solo in termini di guerra nazionale ma anche di guerra civile e guerra di classe. In quest'ottica, Fortini riteneva che, tra tutti gli episodi della Resistenza, «quello che si dovrebbe meditare è forse il più sgradevole agli incerti: quello di via Rasella». Respingendo i valori dell'«eroismo» e del «martirio» – parole che secondo Fortini «non facevano parte del lessico mentale dei nostri compagni di via Rasella» – e ribaltando le tradizionali accuse che, sulla base di tali valori, venivano mosse ai gappisti, l'intellettuale fiorentino scrisse:
Per questo oggi possiamo, senza alzar la voce, ringraziarli, tutti noi che per fortuna o per debolezza non abbiamo sparso sangue, di aver assunto su di sé quelle morti; di non essere stati, loro, dei fucilati (tanto facile aver pietà per i caduti; meno facile far giustizia a chi sopravvive); di non essersi presentati. Ringraziarli per aver allora non soltanto sfidato la rappresaglia tedesca, ma l'opinione dei servi e le corone d'alloro della gente per bene; per aver colpito ed essere riusciti a fuggire; per aver dovuto portare su di sé l'orrore delle Ardeatine; per non aver concesso nulla alla platea, alla volgarità dei bei gesti.»
Fortini inoltre scrisse che l'attentato di via Rasella offriva un esempio per il futuro, qualora l'oppressione dei nuovi padroni americani, vaticani e democristiani – «I padroni di oggi, quelli lontani, d'America e San Pietro, e i loro funzionari vicini» che «mettono in serbo quotidianamente un tesoro di collera per il giorno dell'ira» – fosse diventata insopportabile: «ci sarà sempre del tritolo per distruggere gli stranieri e i servi-padroni che abitano fra noi, per rompere l'aria di Roma, quando divenisse irrespirabile».

### Anni cinquanta
Il 14 febbraio 1950, l'Unità diede notizia «con il più vivo piacere» di «due piccoli episodi che dimostrano quanto rapida e pronta sia la reazione ai tentativi fascisti di rialzare la testa». Uno degli episodi, avvenuto il giorno precedente in via Nazionale a Roma, aveva visto Rosario Bentivegna schiaffeggiare un uomo che, nel conversare con altre due persone, si era espresso negativamente sui gappisti («vomitava insulti sui partigiani ed in particolare sul compagno Bentivegna», secondo la cronaca dell'organo di stampa del PCI). La vicenda si era conclusa in Questura, dove Bentivegna aveva denunciato l'uomo per calunnia, diffamazione e vilipendio delle forze armate della Resistenza. L'uomo schiaffeggiato è identificato come un sacrestano nella denuncia redatta nel novembre 1951 dal questore di Roma, Saverio Polito, a seguito dell'arresto di Bentivegna per il coinvolgimento in disordini avvenuti durante una manifestazione comunista contro una riunione del Consiglio Atlantico a Roma.
Nel giugno 1951 il cancelliere della Repubblica Federale di Germania, Konrad Adenauer, giunse a Roma in occasione di una visita di Stato. Pasquale Balsamo, uno dei partecipanti all'attentato gappista, scrisse per l'Unità un articolo che denunciava l'«oltraggio ai romani» arrecato dalla visita di Adenauer, descritto come «un continuatore della politica degli Hitler e dei Krupp, un tedesco della stessa razza e della stessa ideologia dei Kesselring e dei Kappler», giunto in Italia per rinnovare insieme al capo del governo italiano, il democristiano Alcide De Gasperi, l'Asse Roma-Berlino di Hitler e Mussolini. I rappresentanti delle istituzioni italiane che avrebbero incontrato il cancelliere della Germania occidentale furono accusati da Balsamo, tra l'altro, di avere per anni «vanamente indicato all'odio dei cittadini i gappisti di Via Rasella, facendoli passare per i veri responsabili dell'eccidio delle Ardeatine; tacciandoli di vigliacchi, ricoprendoli delle più infamanti e vergognose calunnie che gli stessi criminali nazisti smentirono nei loro processi di Roma e di Venezia».
Il 24 marzo 1954, decimo anniversario dell'eccidio delle Fosse Ardeatine, l'allora vicepresidente della Camera, il repubblicano Cino Macrelli, nel suo discorso commemorativo affermò che «per via Rasella passavano gli uomini che col ferro e col fuoco erano riusciti ancora una volta a dominare l'Italia», e che la bomba «puniva l'oltraggio e l'offesa dei nuovi Teutoni».
Nell'articolo che scrisse per l'occasione sull'Unità, Giorgio Amendola sostenne che l'attentato aveva risposto alla necessità di mobilitare energie popolari contro i tedeschi, in un contesto in cui «attesisti e capitolardi predicavano la rassegnazione e l'inerzia». Secondo Amendola, «l'eroismo dei G.A.P. di via Rasella e il martirio delle Fosse Ardeatine sono due momenti di una stessa epopea: quella della Resistenza romana». Circa la rappresaglia, il dirigente del PCI scrisse: «Quel sangue non fu versato invano. Tutti i popoli liberi trassero dal dolore e dallo sdegno suscitato dal massacro delle Fosse Ardeatine nuove energie per continuare la guerra fino alla vittoria. Gli italiani si unirono più strettamente alla Resistenza, e diedero ai partigiani un appoggio più vasto e più attivo».
All'articolo dell'organo di stampa comunista rispose polemicamente il quotidiano conservatore Il Tempo, le cui posizioni furono successivamente riprese da La Civiltà Cattolica, rivista dei gesuiti, che contestò in particolare l'attribuzione ai gappisti di via Rasella della qualifica di "eroi". Avendo Amendola scritto che l'azione gappista a via Rasella era stata eseguita in sostituzione di un attacco contro un corteo fascista annullato, i critici obiettarono – secondo le parole de La Civiltà Cattolica – che «i tedeschi furono ammazzati per combinazione, solo perché mancò ai comunisti l'occasione propizia per ammazzare gli italiani». La rivista dei gesuiti continuò proponendo argomenti sempre ricorrenti nella polemica su via Rasella, quali l'accusa della mancata presentazione, unita al confronto tra la condotta dei gappisti e quella del carabiniere Salvo D'Acquisto, nonché l'accusa di aver agito essendoci pochi uomini del PCI prigionieri:
Lo storico Mario Vinciguerra, con un passato da antifascista perseguitato dal regime, in un articolo su Il Messaggero criticò l'attentato scrivendo che «se fosse stato considerato obiettivamente, sul filo di un ragionamento sereno, sarebbe stato scartato, poiché, con la città in pieno possesso del nemico e del tutto isolata dal resto del Paese era destinato a rinchiudersi in sé stesso dopo una feroce rappresaglia, senza la eventualità di un concatenamento con le sparse azioni partigiane dell'Italia media». Maurizio Ferrara ribatté su l'Unità che Roma era stata invece il «centro propulsore» della Resistenza nel Lazio e definì Vinciguerra «peccatore pentito», accusandolo di aver reso un «poco nobile servizio al fascismo postumo», e di essersi in tal modo guadagnato «il diritto ad essere cancellato dalle liste degli antifascisti pervicaci e ad essere invece iscritto in quelle degli antifascisti pentiti».
La Democrazia Cristiana pubblicò un manifesto commemorativo dell'eccidio che «esecrando il nazismo ed i suoi metodi condanna[va] tutte le dittature, inevitabili cause di violenze e di lutti», con l'evidente intento di includere tra esse anche i regimi comunisti. In implicita contrapposizione agli attentatori di via Rasella, il manifesto proseguiva ricordando Salvo D'Acquisto e tutti coloro che «in circostanze analoghe, e spesso estranei ai fatti, salvarono con la propria vita decine di innocenti ostaggi».
Il successivo 24 aprile, in un discorso tenuto durante una celebrazione, Amendola affermò che il PCI «mai venne meno al suo dovere di mantenere l'unità di tutte le forze antifasciste, riuscendo, nello stesso tempo, a limitare l'influenza rovinosa di chi negli altri partiti e movimenti postulava l'attesismo e teorizzava sulla inutilità della lotta armata». Denunciate le invettive «che i fascisti, tornati alla luce, conducono oggi, spalleggiati da quegli stessi partiti e uomini, che, nell'ora in cui più aspra si sviluppò la battaglia contro l'invasore nazista, non osarono opporsi alla azione», riferendosi a via Rasella il dirigente comunista continuò: «Noi reagiamo alla campagna indegna che ora viene condotta per quella azione. Noi condanniamo l'ignobile manifesto firmato anche da un partito che fece parte del CLN e non ardì allora pronunciarsi contro quell'azione, decisa dal CLN».

### Anni sessanta
Nel 1960, il sedicesimo anniversario dell'evento vide la Südtiroler Volkspartei (SVP), principale partito della comunità germanofona della provincia di Bolzano, prendere una dura posizione contro l'attentato di via Rasella sul proprio organo di stampa, il settimanale Volksbote. Secondo la traduzione del mensile Il Ponte, le affermazioni dell'organo della SVP furono le seguenti:
In questo 23 marzo vorremmo porci una domanda: come sarebbero andate le cose, se questo attentato fosse stato compiuto a Bolzano? Se qui, diciamo, 32 carabinieri fossero stati uccisi sparando alle loro spalle? Ed ancora una domanda: chi si occupa dei congiunti delle 32 vittime? Se oggi ci ricordiamo del 23 marzo 1944 possiamo fare ancora una domanda: non sarebbe chiedere troppo se non a Roma, ma perlomeno nella città della loro terra natale "Bolzano", si intitolasse una strada, una via alle 32 vittime di via Rasella, a perenne ricordo dei figli della terra natia, caduti vittime innocenti di un attentato comunista? Non dovremmo dimenticare mai il 23 marzo 1944: è una giornata che dovrebbe essere scrupolosamente commemorata.»
Le polemiche si riaccesero in occasione del ventennale (1964), con vari articoli sulle Fosse Ardeatine sfavorevoli all'attentato gappista. Paolo Monelli scrisse che la definizione di «atto di guerra contro i tedeschi» gli era stata attribuita «un po' impropriamente» e che, dopo la sua esecuzione, era stato giudicato dai resistenti «più dannoso che utile alla causa».
Il giornalista conservatore Indro Montanelli protestò per la quantità e la qualità delle trasmissioni televisive dedicate al ventennale della liberazione, accusandole di rinfocolare gli odi della guerra anziché contribuire alla pacificazione degli italiani e all'instaurazione di buoni rapporti con la Germania federale, nonché di propaganda in favore del PCI. In particolare, Montanelli attaccò una trasmissione su via Rasella e le Fosse Ardeatine:
Qualcuno, l'indomani, ha ricordato che c'era, a disposizione, il gesto di un umile brigadiere dei carabinieri, Salvo D'Acquisto che, innocente, si presentò come responsabile di un attentato e si sacrificò per salvare dalla rappresaglia alcuni ostaggi. Nemmeno Demostene e Cicerone riuscirebbero a convincere il pubblico che un colpevole che lascia uccidere degli innocenti è più degno e meritevole di un innocente che per loro sacrifica la propria vita. Ma l'uno era un soldato, incarnava il dovere e l'abnegazione, e non suscita che ammirazione e rispetto. L'altro incarna la passione ideologica e aizza l'odio. Ecco perché lo si è preferito: perché è l'odio che si vuole perpetuare, anche a costo di qualche falso, come la crocefissione del bambino sulla porta, episodio che non è mai avvenuto.»
Montanelli proseguì accusando il servizio pubblico televisivo di non rendere «un buon servigio alla Resistenza, accreditandone simili versioni e avallando in maniera così sfacciata la confisca che ne ha fatto la fazione meno qualificata a parlare in nome della patria e della libertà».
L'organo di stampa del PCI, con un articolo intitolato Richiamo alla prudenza, replicò a Monelli (accusato di essersi «permesso [...] di sofisticare sul "come" si svolse la Resistenza armata dei GAP a Roma»), Montanelli e gli altri critici definendoli «branco di vigliacchi» e «manipolo di fascisti di ritorno», che «avrebbero preferito un paese di "mandolinisti" in inerte attesa dei nuovi padroni americani», e ammonendoli a stare «attenti a non esporsi troppo».
Il venticinquesimo anniversario (1969) fu anch'esso segnato da una controversia. Il Tempo, oltre che della celebrazione alle Fosse Ardeatine, riferì di una celebrazione religiosa, svoltasi a Trens in provincia di Bolzano, in memoria dei militari del Polizeiregiment "Bozen" caduti nell'attentato, con un articolo dal titolo Affratellati nel sacrificio le vittime delle Ardeatine e i soldati di via Rasella. La notizia della cerimonia in Alto Adige fu data anche da Il Popolo, giornale organo della Democrazia Cristiana. L'Unità attaccò quindi Il Popolo perché, pur richiamandosi allo spirito della Resistenza, nel menzionare entrambe le celebrazioni si sarebbe posto sullo stesso piano del Tempo (definito un quotidiano di «estrema destra»), effettuando anch'esso «certi accoppiamenti offensivi» per la Resistenza.

### Anni settanta

#### Il dibattito degli anni di piombo su resistenza e terrorismo
Nelle fonti resistenziali coeve i termini "terrore" e "terrorismo" sono utilizzati «senza inibizioni». In ambito giuridico, l'azione di via Rasella è inquadrata come "attentato terroristico" nella memoria di comparsa che Arturo Carlo Jemolo, uno dei difensori dei partigiani, presentò al processo civile iniziato nel 1949. La sentenza conclusiva del giudizio di primo grado individua l'elemento distintivo tra le comuni formazioni partigiane e i GAP nel «carattere anche terroristico» di questi ultimi.
Le definizioni di "terrorismo" per l'attività dei GAP e di "attentato terroristico" per la loro azione più significativa, quella di via Rasella, furono comunemente adoperate dalla storiografia antifascista fino agli anni sessanta. Nel 1968, nell'ambito del dibattito parlamentare sui fascicoli SIFAR, Giorgio Amendola affermò: «Molti di noi hanno fatto del terrorismo. Lo abbiamo fatto, il terrorismo! L'abbiamo fatto durante la Resistenza, a via Rasella. Abbiamo fatto quello che dovevamo fare contro l'occupante».
La situazione cambiò quando, tra la fine degli anni sessanta e l'inizio degli anni settanta, cominciò il periodo dei cosiddetti anni di piombo, segnato dalle azioni armate di organizzazioni terroristiche di sinistra e di destra. Tra i gruppi di sinistra era diffusa la tendenza ad autorappresentarsi come gli eredi della resistenza comunista degli anni 1943-45, ritenuta "tradita" dall'affermarsi nel dopoguerra di uno Stato borghese e capitalista, e dunque da completare tramite il ricorso alla lotta armata. Rifacendosi ai GAP, nel 1970 Giangiacomo Feltrinelli formò un'organizzazione eversiva che ne riprendeva la sigla: i Gruppi d'Azione Partigiana (successivamente la sigla sarebbe stata adottata anche dai Gruppi Armati Proletari).
Allo scopo di prendere nettamente le distanze da tali gruppi, il PCI (che considerava i GAP e in particolare la loro azione a via Rasella un proprio «vanto storico») reagì negando la validità dell'accostamento tra la resistenza e il terrorismo di quegli anni che iniziava a diffondersi nel discorso pubblico. Rosario Bentivegna e Carla Capponi intervennero su l'Unità individuando la differenza tra i due fenomeni nel fatto che i partigiani avevano combattuto una guerra di liberazione nazionale e dunque, a differenza dei terroristi del tempo, avrebbero avuto l'appoggio della maggioranza della popolazione: «Allora era il popolo che metteva le bombe, qui le bombe le mettono i provocatori». Negli anni tale posizione fu assunta anche da altre personalità della Resistenza, come Ermanno Gorrieri.
All'indomani della strage di piazza della Loggia, avvenuta a Brescia nel 1974, il quotidiano missino Secolo d'Italia sostenne infondatamente che tale atto terroristico (in realtà di stampo neofascista) avesse una matrice di sinistra, indicandone quale antesignano l'attentato di via Rasella: «La tecnica dell'eccidio ricorda quella degli attentati gappisti, a cominciare da quello di via Rasella a Roma; anche allora, usato come ricettacolo del mortale ordigno, fu un contenitore d'immondizia».
Sebbene in quegli anni, al fine di non evocare accostamenti con gli atti dei gruppi eversivi, a sinistra si cominciasse ad abbandonare e rifiutare il termine "terrorismo" in riferimento alla tematica partigiana, nel 1975 Paolo Spriano definì i gappisti «audaci terroristi» nella sua storia del PCI, mentre ancora nel 1978 Giorgio Amendola dichiarò: «Io, che combatto il terrorismo, rivendico di essere stato terrorista a Roma contro i tedeschi e di avere comandato l'azione di via Rasella, particolarmente efficace».

#### Le critiche di Marco Pannella
Nel 1978 la storia dell'Italia repubblicana fu segnata dalla più eclatante delle azioni delle Brigate Rosse, un'organizzazione terroristica che si richiamava al marxismo rivoluzionario: il sequestro (tramite un agguato in cui restarono uccisi i cinque uomini della scorta), la prigionia e l'uccisione dell'ex capo del governo Aldo Moro.
Il 31 marzo 1979 Marco Pannella, leader del Partito Radicale, durante il 21º congresso del suo partito paragonò l'azione gappista di via Rasella al terrorismo brigatista: «Se barbari ed assassini sono i ragazzi dell'azione cattolica, Curcio che, sulla base delle iconografie dei San Gabriele e San Michele, con il piede schiacciano [sic] il demonio e diventano giustizieri contro il drago capitalista ed anche loro da giustizieri ammazzano, massacrano e si immolano, allora anche Carla Capponi, la nostra Carla, medaglia d'oro della Resistenza, per averla messa a via Rasella, con Antonello [Trombadori, ndr], con Amendola e gli altri, debbono [sic] ricordare quella bomba».

Marco Pannella al congresso del PCI (1º aprile 1979), dove fu contestato per le dichiarazioni sull'attentato di via Rasella pronunciate il giorno precedente al congresso del Partito Radicale

Tale dichiarazione, aggiungendosi ad altri motivi di attrito tra radicali e comunisti, valse a Pannella gli attacchi di Giorgio Amendola e Luciano Lama, allorché il 1º aprile presenziò come ospite al 15º congresso del PCI tenutosi al Palazzo dello Sport. Durante il suo discorso Amendola affermò: «Ho letto questa mattina il discorso fascista di Pannella. Noi qui abbiamo in questa sala le medaglie d'oro di via Rasella». Secondo la cronaca del Corriere della Sera a quel punto «il palazzo dello Sport esplode in lunghissimo applauso mentre Berlinguer e gli altri capi del PCI si alzano in piedi». Pannella fece il suo ingresso durante il discorso di Lama, intento in quel momento ad affrontare la questione dei rapporti tra il PCI e il PSI di Bettino Craxi, con il quale i radicali cercavano di allearsi in vista delle elezioni politiche di quell'anno. Forse dopo aver scorto l'invitato radicale, Lama esclamò: «Il partito delle Brigate Matteotti, di Sandro Pertini e di Riccardo Lombardi non può confondersi con quello di Pannella». Seguirono altre ovazioni dei delegati, tutti in piedi, mentre il socialista Lombardi, presente in sala, si alzò per ringraziare. Alzatosi anch'egli mimando ironicamente un attenti, Pannella fu bersaglio di urla e insulti da parte di migliaia di congressisti, quindi Lama continuò: «Tra Pannella e la sinistra, tutta la sinistra non c'è, né ci può essere, affinità elettiva».
L'indomani, tornato sulla questione al congresso radicale, Pannella mosse altre critiche verso l'attentato e inoltre espresse empatia verso i soldati caduti:
È questo un insulto alla Resistenza o non lo è piuttosto pensare che quell'azione militare deve essere vissuta come unanime decisione? Forse che coloro che amano la Resistenza non hanno il dovere di dire che certamente Giorgio Amendola, Antonello Trombadori, Carla Capponi e tutti gli altri compagni del comando militare di Roma si saranno a lungo interrogati (me lo auguro, anzi sono certo che sia così) per decidere se non fosse loro dovere fare quello che fece il povero carabiniere Salvo [D'Acquisto, ndr], che si consegnò per farsi giustiziare e tentare di salvare dieci o venti persone? Forse si dirà che da quella parte esisteva una coscienza dell'organizzazione di classe che il carabiniere non aveva, ma forse dobbiamo per questo pensare che non fu atroce decidere di mettere quella bomba per ammazzare quei ragazzi, sapendo che poi sarebbero stati ammazzati 400 ostaggi? E dobbiamo pensare che non fu un tormento la decisione di non consegnarsi? È un'offesa, un oltraggio alla Resistenza dire che i 370 delle Fosse Ardeatine sono morti perché non ci siano mai più 400 ragazzi altoatesini come quelli ammazzati? È un'offesa dire che coloro che giacciono alle Fosse Ardeatine gridano che non vogliono più nessun morto? Nella ricerca tragica e drammatica di affermare i grandi valori socialisti, pensammo di affermarli anche a via Rasella. Allora era quello il modo giusto, ma non è un oltraggio dire che per domani le cose devono essere diverse [...].»
Indro Montanelli, da sempre uno dei più decisi critici dell'attentato gappista, lodò le dichiarazioni di Pannella: «Anche noi abbiamo sempre sostenuto che i responsabili delle fosse ardeatine, prima di Kappler e Reder [ufficiale delle SS in realtà non coinvolto nelle vicende dell'occupazione di Roma, ndr], furono gli scellerati che, messe le bombe in via Rasella, nascosero la mano e mandarono a morte gli ostaggi. Ma Pannella è andato a dirlo in casa comunista [in realtà il discorso fu pronunciato al congresso radicale, ndr]».
Più avanti, Pannella espose ulteriormente il proprio punto di vista:
Ma il discorso è scorretto. Perché se tu giustifichi gli attentati di guerra del tipo di via Rasella, se accetti quello "stile", allora ti apri la via a giustificare anche il terrorismo di Curcio e non puoi pronunciare una netta condanna. Io dico che una sinistra che volesse poter essere così ferocemente anti-Curcio a livello di linciaggio morale (cioè che arrivasse a spiegare: non è vero che Curcio è un cattolico comunista, è invece un fascista), dovrebbe cominciare a essere durissima già su via Rasella. Perché Curcio non aveva scelto neppure il terrorismo che assassina Moro, ma agiva nel quadro di quello precedente, quando ci scappava sì e no un morto ogni tanto. E allora tu devi farti questa chiarezza: che un livello di scontro (come si dice in gergo) che comporti la necessità dell'eroismo e del martirio, della liberazione militare e del far ammazzare 350 o 330 ostaggi, è un qualcosa che va senz'altro rifiutato. [...] Quindi io dico no a via Rasella perché voglio poter dire no a Curcio.»
La rivista L'Espresso definì le dichiarazioni di Pannella su via Rasella «il più clamoroso atto di rottura con la tradizione che il leader di un partito di matrice antifascista abbia mai compiuto».
Diversi annunci elettorali de l'Unità, nel mettere in guardia gli elettori di sinistra dall'«equivoco radicale» e denunciare il Partito Radicale come forza politica falsamente di sinistra, fecero tra l'altro riferimento alle critiche di Pannella verso l'attentato di via Rasella, nonché agli elogi rivoltigli da Montanelli.

#### La polemica e la battaglia di querele tra comunisti e radicali
Nel corso della polemica entrambe le parti fecero ricorso ad azioni penali. Il 2 aprile l'Unità accusò Pannella di aver «rincarato ignobilmente la dose, dopo le affermazioni fasciste» su via Rasella, arrivando a farsi «avvocato difensore» dei gerarchi nazisti Walter Reder e Rudolf Hess. Il giorno successivo Pannella, concludendo il congresso radicale, annunciò di aver querelato per diffamazione l'organo di stampa comunista a causa di tali dichiarazioni.
Successivamente, Amendola e Antonello Trombadori denunciarono l'esponente radicale per il reato di vilipendio delle forze armate, unitamente al segretario del Movimento Sociale Italiano, Giorgio Almirante, per alcune dichiarazioni televisive circa l'attentato gappista. Rosario Bentivegna indirizzò ad Amendola e Trombadori una lettera in cui dichiarò di volersi dissociare dalla loro iniziativa, pur condividendone lo spirito, dicendosi «neppure sfiorato» da tutti gli attacchi ricevuti nei trentacinque anni trascorsi dai fatti. Il leader radicale rispose querelando per calunnia i due dirigenti comunisti (e nel contempo prese le distanze da Almirante querelando anch'egli per diffamazione). Secondo una dichiarazione di Pannella del 1997, il procedimento penale per vilipendio si concluse con l'archiviazione.
Pannella fece ricorso alla querela per diffamazione anche in risposta ad altri attacchi del PCI: un anonimo corsivo, pubblicato sull'Unità del 23 aprile 1979, che lo definiva «dispregiatore delle azioni partigiane» e «paladino della liberazione dei criminali nazisti»; un volantino diffuso a maggio presso lo stabilimento Fiat Mirafiori, contenente un decalogo intitolato Chi sono i radicali, che lo accusava di contiguità con gruppi eversivi di destra e di aver «paragonato i partigiani, che fecero l'attentato contro le SS tedesche in via Rasella a Roma, ai terroristi delle BR che hanno ammazzato l'operaio Rossa, disarmato, e tanti altri». Il processo all'Unità si concluse con l'assoluzione, ritenendo il giudice che fosse stato legittimamente esercitato il diritto di critica.
Nel 1981, Trombadori affermò che doveva «essere bruciato sulla bocca dei Pannella, degli Almirante, dei Montanelli e di chiunque altro lo compia, il tentativo vile di assimilare le risoluzioni e le gesta sanguinarie, antidemocratiche e anticomuniste degli attuali cosiddetti terroristi rossi alla lotta di Resistenza in generale, e alla lotta dei GAP comunisti romani in particolare, col vilipendio del fatto d'arme di Via Rasella, eroicamente condotto nelle retrovie del nemico da un distaccamento armato di quel volontariato patriottico e garibaldino che, oltre all'appello di classe, aveva risposto alla chiamata alle armi del legittimo governo d'Italia, con la dichiarazione di guerra alla Germania nazista del 13 ottobre 1943».

#### Il dibattito suQuaderni Radicali
Nel solco delle riflessioni di Pannella, sulla rivista Quaderni Radicali si sviluppò un dibattito sul tema di via Rasella e delle Fosse Ardeatine. I relativi articoli nel 1982 furono raccolti in un libro a cura dei militanti radicali Angiolo Bandinelli e Valter Vecellio. Nella prefazione, Bandinelli scrive che l'attentato del 23 marzo 1944 «solleva ancora un turbine di perplessità, di dubbi, di questioni che non trovano conciliazione: eppure, tra gli interpellati che qui rispondono non c'è una sola personalità che provenga da quella destra che da sempre ha condannato l'episodio con pertinacia ed anche – diciamolo – con strumentale scaltrezza».
Nel suo articolo il filosofo Norberto Bobbio, attivo nella Resistenza nelle file del Partito d'Azione, scrisse: «Sia ben chiaro, nessuno pensa di rimproverare i protagonisti di aver compiuto il loro spietato dovere, quello che essi ritenevano essere il loro dovere. Non ci è difficile immaginare che siano tremate loro le mani quando si accinsero ad accendere la miccia che avrebbe prodotto la grande esplosione, e non perché avessero paura ma perché erano perfettamente consapevoli delle vittime soggettivamente innocenti che quella esplosione avrebbe creato. Sarà lecito almeno dire, [...] senza timore di essere accusati di essere fascisti o amici dei fascisti, che quei trentadue soldati tedeschi morti in quell'agguato erano soggettivamente innocenti?».
Ernesto Galli della Loggia dichiarò di non essere convinto dall'«utopismo politico» che, a suo dire, pervadeva il discorso pronunciato da Pannella, e spiegò: «È pacifico che i territoriali altoatesini vittime dell'attentato di nulla erano soggettivamente colpevoli, che quindi ucciderli fu scelta morale terribile e dunque, si spera, presa con tutta la sofferta coscienza che scelte simili richiedono. Ma è altrettanto pacifico che si trattò di un atto contro una violenza spaventosa e pericolosissima (il nazismo). Non chiediamoci ora se esso era davvero necessario, se si doveva o poteva scegliere un altro obiettivo; chiediamoci invece, e chiediamo ai sostenitori della non-violenza: cosa bisognava fare contro quella violenza e quel male che si riassumevano nel nazismo? Essi, che giustamente e con pieno diritto, discutono ciò che fu fatto, hanno l'obbligo di dire ciò che si doveva fare. Non rispondere a questa domanda non possono, e rispondere "bisognava agire da non violenti" mi sembra nella sostanza una non risposta».
Secondo Ugoberto Alfassio Grimaldi, l'attentato fu «didatticamente» utile, in quanto insegnò ai tedeschi «che la pretesa di avere il diritto di comandare in casa d'altri era contestata e comunque scomoda». Alfassio Grimaldi definisce l'attentato un atto di guerra «come l'uccisione di Giovanni Gentile e mille altri», la cui opportunità poteva essere valutata e decisa «solo nella contingenza». Per Alfassio Grimaldi, allorquando «i responsabili della lotta partigiana decisero di colpire le forze armate tedesche, misero certamente in conto la probabilità della rappresaglia. Ritengo che abbiano pensato che questo atto avrebbe scosso l'apatia romana, l'attendismo largamente predominante [...], la nessuna voglia di farsi coinvolgere. [...] Se è vero che quella decisione è stata voluta prevalentemente dai comunisti diremo che fu una necessità di guerra così come la vedevano i comunisti con la loro mentalità e col bagaglio ideologico del loro partito. Non c'è nulla di strano e di male». In merito all'accusa della mancata presentazione, Alfassio Grimaldi scrive: «Va nettamente respinta [...] la tesi che gli attentatori avessero il dovere di costituirsi per evitare la rappresaglia delle Fosse Ardeatine. Va respinta per due motivi. In primo luogo ho molti dubbi che quel gesto (che i tedeschi peraltro non richiesero) avrebbe ottenuto quel risultato: io penso che i partigiani che si fossero costituiti avrebbero al più ridotto di altrettante unità il numero di uccisi alle Fosse. Si cita il caso del carabiniere Salvo [D'Acquisto, ndr]: ma i precedenti in queste circostanze non fanno legge. In secondo luogo, chi avrebbe dovuto costituirsi? Coloro che decisero l'azione? Coloro che la ordinarono ai gappisti? Colui che si incaricò di organizzarla? Coloro che la eseguirono? Generalizzando siffatto criterio, e poiché le vie Rasella nel corso della lotta partigiana furono innumerevoli, in breve tempo la resistenza sarebbe stata decapitata dei suoi preziosi stati maggiori capillari».

#### L'inchiesta sul "Bozen" di Umberto Gandini
Negli anni la scelta di colpire il "Bozen", per le sue particolari caratteristiche di reggimento composto da altoatesini arruolati forzosamente e impiegato a Roma come unità non combattente, divenne uno degli aspetti più discussi. Nel 1979, il giornalista Umberto Gandini pubblicò in allegato al quotidiano Alto Adige un'inchiesta sul "Bozen" dal titolo Quelli di via Rasella. La storia dei sudtirolesi che subirono l'attentato del 23 marzo 1944 a Roma, con varie interviste ai superstiti della bomba gappista. Dalla ricerca emergono l'estraneità degli uomini attaccati in via Rasella alle SS, il loro arruolamento forzato, la loro devozione cattolica e lontananza dal modello del soldato nazista, nonché i particolari della mancata partecipazione alla strage delle Fosse Ardeatine. Inoltre, vari reduci espressero il sospetto che i tedeschi, aspettandosi un attentato per l'anniversario della fondazione dei Fasci, li avessero mandati consapevolmente al massacro. Circa la sorte dei caduti, Gandini commenta: «Una volta premesso che nessun uomo "merita" di morire, ed accettata quindi solo per momentanea esigenza dialettica l'orribile "logica" che regola le vicende di guerra, si può dire tranquillamente che quel giorno di marzo, in via Rasella, morirono i soldati tedeschi meno tedeschi di tutti quelli che imperversavano in quegli anni per l'Europa; e i soldati tedeschi che meno di tutti "meritavano" quella fine, perché non avevano fatto assolutamente niente di male, non erano stati nemmeno messi nella condizione di poter fare del male».

### Anni ottanta

#### La commemorazione del "Bozen" del 1981
Dal dopoguerra, ogni cinque anni a marzo i reduci del "Bozen" presero a riunirsi presso il Santuario di Pietralba, dove tra gli ex voto è custodito un quadretto con i nomi dei caduti di via Rasella. Nel 1981 l'ex senatore Friedl Volgger, uno dei fondatori della Südtiroler Volkspartei (SVP), nell'annunciare sull'organo di stampa del partito l'annuale commemorazione, che si sarebbe svolta il 29 marzo al cimitero militare austro-ungarico di Bolzano, scrisse:
Le parole di Vollger e la manifestazione suscitarono dure proteste da parte del PCI e dell'ANPI. Trombadori chiese all'associazione partigiana, riunita in quei giorni a Genova per il 9º congresso nazionale, di denunciare penalmente Vollger. Il presidente dell'ANPI Arrigo Boldrini definì il "Bozen" «un corpo speciale di SS», mentre il deputato comunista Raimondo Ricci affermò: «Non si può assolutamente consentire che intorno ai morti di via Rasella si realizzino solidarietà inammissibili». L'ANPI inviò quindi alle massime cariche dello Stato una lettera in cui chiedeva di vietare la commemorazione dei «33 nazisti». Ciononostante la manifestazione si svolse ugualmente alla presenza di circa quattrocento persone tra le quali, oltre a rappresentanze di associazioni dei reduci e degli Schützen, e a un gruppo di fascisti provenienti da Milano e Pordenone, vi erano il presidente della provincia autonoma di Bolzano e leader della SVP Silvius Magnago e il senatore dello stesso partito Karl Mitterdorfer. Durante la cerimonia fu scoperta una lapide in memoria dei militari uccisi, in cui l'attentato era definito "proditorio" (hinterhältig), e fu intonato il canto Ich hatt' einen Kameraden, che in Germania e in Austria accompagna tradizionalmente le esequie con onori militari e le commemorazioni dei caduti.
I senatori del PCI Andrea Mascagni, Flavio Luigi Bertone e Giovanni Battista Urbani protestarono per l'avvenuta celebrazione tramite un'interrogazione parlamentare, invitando il governo a

#### La consegna delle medaglie a Bentivegna
Le polemiche ripresero nel gennaio 1982 quando il ministro della Difesa, il socialista Lelio Lagorio, consegnò a Rosario Bentivegna una medaglia d'argento e una di bronzo al valor militare assegnategli nel 1950 anche per il suo ruolo nell'azione del 23 marzo 1944. Le redazioni dei quotidiani ricevettero varie lettere di protesta. In segno di dissenso, il generale della Brigata paracadutisti "Folgore" Giuseppe Palumbo (reduce della battaglia di El Alamein), l'ex tenente dell'Aeronautica Emilio Pucci e l'ufficiale della Marina Carlo Coda Nunziante restituirono al presidente della Repubblica Sandro Pertini le loro medaglie al valore. Il Secolo d'Italia del 20 gennaio 1982 commentò la notizia con un corsivo di Beppe Niccolai, nel quale l'ex deputato missino, fra l'altro, sosteneva erroneamente che il "Bozen" al momento dell'attacco fosse «disarmato» e asseriva che Bentivegna «presentandosi, avrebbe potuto salvare» le vite degli ostaggi uccisi alle Fosse Ardeatine. Niccolai concludeva l'articolo citando le parole con le quali Giuseppe Palumbo aveva restituito le sue medaglie:
Tra le voci critiche verso l'iniziativa di Lagorio vi fu quella di Francesco Rutelli, allora vicesegretario del Partito Radicale, che riprese le considerazioni di Pannella sul «retroterra» dei terroristi in un articolo per il quotidiano socialista Avanti!. Rutelli chiese
Io ritengo che il ripensamento delle responsabilità di tanta parte della sinistra nel nutrire le scelte di assassinio e disperazione che insanguinano da anni la nostra vita civile non possa che essere associato ad un ripensamento sui meccanismi delle
forme moderne della "realpolitik".»
L'organo di stampa della SVP, il Volksbote, annunciò la notizia con il titolo «Vigliacco decorato». Un gruppo di senatori presentò quindi una nuova interrogazione parlamentare insieme alla precedente, accompagnata da un intervento di Arrigo Boldrini sia sulla manifestazione del 1981 che sulle recenti affermazioni della SVP, chiedendo al governo di condannare tali episodi. A rispondere fu il sottosegretario alla Difesa, il socialdemocratico Martino Scovacricchi:
Trombadori lodò la risposta del governo, esortandolo a «passare dalla deplorazione alla denuncia penale contro chiunque continui a oltraggiare nei partigiani di Via Rasella le Forze Armate della Repubblica Italiana».
Nella premessa alle sue memorie, scritte negli anni cinquanta e pubblicate nel 1983 in risposta alle polemiche seguite alla consegna delle medaglie, Bentivegna polemizza con i contestatori definendoli «un "nobile mercante fiorentino", di squisita eleganza (apprezzo molto le sue cravatte e i suoi vini), quattro vecchi ufficiali un po' rammolliti, la canea del più vieto nostalgismo e qualche personaggio secondario in fregola di notorietà».

#### Le polemiche del 1984-85
Nel 1984 Josef Rampold, direttore del quotidiano Dolomiten, principale giornale in lingua tedesca dell'Alto Adige, criticò Pertini per non aver reso omaggio, in occasione delle sue visite a Bolzano, alla lapide posta nel cimitero militare cittadino in memoria dei «sudtirolesi che furono uccisi nel proditorio attentato di via Rasella [...] arruolati e utilizzati semplicemente come corpo di guardia non facendo del male a nessuno». Pertini replicò domandando al direttore del quotidiano se si fosse «mai recato, nelle sue visite a Roma, alle Fosse Ardeatine, ove sono raccolte le salme di 335 innocenti uccisi dai tedeschi per rappresaglia dell'attentato di via Rasella».
Nella discussione si inserì anche Norberto Bobbio, il quale affermò che, dopo l'esperienza del terrorismo degli anni di piombo, considerava l'uccisione di Giovanni Gentile ad opera dei GAP «un atto terroristico: come tutti gli atti terroristici, un atto di violenza fine a sé stesso, un atto in cui la scelta del mezzo non è commisurata al fine che si vuole ottenere (e che non si potrebbe ottenere in altro modo), ma è semplicemente un atto di violenza cercato e voluto come tale»; estese poi tale giudizio all'attentato di via Rasella e affermò che non avrebbe avuto problemi a deporre un fiore sulle tombe dei militari altoatesini caduti: «A parte la teatralità del gesto, contrario alla mia natura, non ho alcun motivo serio per rifiutarlo. Sono state vittime innocenti perché scelte a caso».
A Bobbio rispose Rosario Bentivegna, sostenendo fra l'altro che il giudizio del filosofo torinese su via Rasella gli appariva «in dissenso con lo spirito e con la lettera della Resistenza». Secondo Bentivegna, «non può essere paragonato a un atto terroristico una azione di guerra, condotta con armi da guerra, in tempo di guerra, contro un nemico spietato e senza scrupoli», azione che, sempre secondo Bentivegna, «non può essere giudicata enucleandola dal contesto della guerra e dell'occupazione nazista di Roma» e che rientrava «nel quadro di una strategia che aveva come obiettivo ultimo l'insurrezione e la liberazione della città». All'affermazione di Bobbio secondo cui i soldati del Bozen erano vittime innocenti, Bentivegna rispose che essi «non erano per caso sotto quelle casacche, anche se le avessero indossate poche ore prima. La gran parte degli italiani, infatti, si è rifiutata a quell'ordine di arruolamento».
Per controbattere alle tesi di Bobbio, il rettore dell'Università di Camerino Mario Giannella organizzò una tavola rotonda dal titolo "La Resistenza non fu terrorismo", svoltasi il 15 febbraio 1985, in cui Bentivegna e altri esponenti della sinistra quali Arrigo Boldrini, Antonello Trombadori, Paolo Volponi, Carlo Galante Garrone e Guido Calvi respinsero duramente un'«assimilazione (Resistenza-terrorismo) ingiusta, assurda, blasfema». Bobbio non poté partecipare a causa di precedenti impegni, ma tra le sue carte risultano annotazioni e appunti manoscritti relativi alle relazioni presentate alla tavola rotonda, oltre a corrispondenze con Bentivegna e Giannella.

### Anni novanta
Vittorio Foa, anch'egli un ex azionista, in una sua autobiografia del 1991 scrisse:
In occasione del cinquantesimo anniversario del massacro delle Fosse Ardeatine (1994), il sindaco di Roma Francesco Rutelli rivolse un pensiero anche a «quelli che un tempo erano i nostri nemici, agli uomini morti in via Rasella». Intervistato nell'ambito di un'inchiesta giornalistica sull'argomento, Matteo Matteotti, all'epoca partigiano socialista a Roma, affermò: «fu un'azione che non ebbe il senso e la dimensione [...] che devono avere in guerra anche gli atti di offesa al nemico, quando poi le conseguenze sono quelle che si riflettono sulla popolazione».
Per quanto riguarda il dibattito interno alla comunità sudtirolese di lingua tedesca, degno di nota è un articolo di Christoph Franceschini, pubblicato nel 1994 sulla rivista Südtirol Profil. Il giornalista sudtirolese ricostruisce brevemente la storia del "Bozen" e dell'attentato di via Rasella, soffermandosi in particolare sul ruolo del secondo battaglione nella repressione antipartigiana nel Bellunese. Secondo Franceschini, l'attentato di via Rasella costituisce tuttora «molto più della tragedia umana dei 33 morti sudtirolesi e delle loro famiglie»: «un episodio che rappresenta un trauma collettivo per il Sudtirolo che forse non ha pari con nessun'altra vicenda della seconda guerra mondiale»; trauma che «non solo ribalta la questione della colpa, ma nega i fatti storici e se possibile li piega a proprio favore». Dopo aver ricordato le polemiche degli anni ottanta, Franceschini conclude dicendo che il dibattito sui fatti del marzo 1944 mette a nudo l'incapacità del Sudtirolo di affrontare la questione della propria partecipazione – seppur marginale – al sistema hitleriano.
In due occasioni anche a via Rasella sono state affisse, senza autorizzazione, lapidi in memoria dei caduti del "Bozen" poi rimosse dalla polizia: nel 1996 dal gruppo di estrema destra Movimento Politico e nel 2000 da sconosciuti.

### Dagli anni duemila
Traendo spunto dall'appendice sul "Bozen", scritta dallo storico Lorenzo Baratter, contenuta nella riedizione del 2004 delle memorie di Bentivegna, il giornalista Bruno Vespa in un suo libro ha affermato che «la tesi di un'azione militare contro un reparto scelto e spavaldo di SS ne esce notevolmente ridimensionata», domandando: «A che serviva decimare un battaglione che non era certo formato dalle truppe scelte di Reder?». In difesa dell'azione gappista è intervenuto lo storico Sergio Luzzatto, autore dell'introduzione a un successivo libro di Bentivegna, definendo quella di Vespa «una presentazione lacrimevole dei 33 altoatesini uccisi in via Rasella quali cisalpine e stagionate "reclute coatte" [...] funzionale a una rappresentazione peggiorativa della lotta gappistica quale inutile spargimento di sangue», e continuando a parlare di «SS saltate in aria in via Rasella». Luzzatto osserva inoltre come Vespa, nel suo libro, abbia rimproverato a Bentivegna di «non essersi consegnato» dopo l'attentato di via Rasella, «nonostante l'avvertimento scritto sui manifesti fatti affiggere dal comando tedesco», minaccianti (sempre secondo Vespa) una dura rappresaglia. Secondo Luzzatto, «Bentivegna ha buon gioco nel replicare a Vespa che quella dei manifesti affissi dai tedeschi è un'autentica leggenda». Chiosa inoltre Luzzatto: «nell'anno di grazia 2004, un imperterrito Bruno Vespa ha potuto scrivere la sua paginetta sull'attentato del 23 marzo senza neppure accorgersi che la favola dei manifesti tedeschi era ormai altrettanto credibile che la favola della Befana nel camino». Ha polemizzato con Vespa anche il presidente dell'ANPI di Roma Massimo Rendina, che ha definito gli uomini del "Bozen" «alto atesini che arruolandosi nelle SS avevano giurato fedeltà al Fuehrer».
In un'intervista del 2012, Giovanni De Luna afferma: «Via Rasella non va giudicata sul piano morale, ma come testimonianza della necessità che anche a Roma ci fosse una lotta armata in grado di spezzare la ragnatela di attendismo e complicità che era stata tessuta»; trovando l'azione la sua ragion d'essere nel fatto che «si trattava di elaborare la frustrazione seguita al fatto che c'era stato lo sbarco degli Alleati ad Anzio, nel gennaio del '44, senza che Roma desse un segnale di vita, come tutti si aspettavano. È un atto che si inserisce in una logica militare di guerra in città, e in quel contesto è totalmente plausibile».
Nel marzo 2023 suscitarono polemiche alcune dichiarazioni del presidente del Senato, nonché esponente di Fratelli d'Italia, Ignazio La Russa, il quale affermò tra l'altro che l'attentato di via Rasella era stata «una pagina tutt'altro che nobile della resistenza, quelli uccisi furono una banda musicale di semi-pensionati e non nazisti delle SS, sapendo benissimo il rischio di rappresaglia su cittadini romani, antifascisti e non». Dopo le proteste da parte di vari esponenti politici dell'opposizione (fra cui la segretaria del PD Elly Schlein) e del presidente dell'ANPI, lo stesso La Russa rettificò in parte le proprie dichiarazioni, affermando stavolta che «a innescare l'odiosa rappresaglia nazista fu l'uccisione di una banda di altoatesini nazisti». Fra i critici delle dichiarazioni di La Russa vi furono, nei giorni successivi, la scrittrice e superstite della Shoah Edith Bruck (che auspicò le dimissioni di La Russa) e lo storico Lutz Klinkhammer, il quale, in un'intervista, correggendo gli errori fattuali sul Bozen contenuti nelle dichiarazioni di La Russa, paragonò l'atteggiamento del presidente del Senato al tipo di revisionismo storico «di alcuni paesi ex comunisti dove sono rivalutati come patrioti anticomunisti chi aveva combattuto a fianco dei nazisti».

## Via Rasella e i familiari delle vittime delle Fosse Ardeatine
Il poeta Corrado Govoni accusò gli autori dell'attentato di aver deliberatamente provocato la rappresaglia nell'opera Aladino. Lamento su mio figlio morto, composta nel 1946 in memoria del figlio Aladino, partigiano di Bandiera Rossa ucciso alle Fosse Ardeatine:
Dando credito all'infondata versione dei fatti secondo cui i tedeschi avrebbero chiesto agli attentatori di consegnarsi per evitare la rappresaglia, Sparta Gelsomini, madre di Manlio, durante un'udienza del processo Kappler del 1948 urlò all'indirizzo di Bentivegna: «Vigliacco, vigliacco, se ti fossi presentato allora mio figlio non sarebbe stato fucilato!».
Nel 1949 i familiari di alcune vittime dell'eccidio – Alfredo e Adolfo Sansolini, Amedeo Lidonnici, Gino e Duilio Cibei, Italo e Spartaco Pula, Giorgio Ercolani, Antonio Pisino e Augusto Renzini – agirono contro i partigiani di via Rasella e i tre membri di sinistra della giunta militare del CLN, per chiedere il risarcimento dei danni. L'associazione dei familiari delle vittime (ANFIM) disapprovò l'iniziativa. Il processo si concluse nel 1957, con una sentenza della Cassazione che qualificava l'azione gappista come legittima azione di guerra riferibile allo Stato italiano e dunque negava ogni risarcimento.
Nel 1954, in occasione del decimo anniversario dell'eccidio, la vedova di Fiorino Fiorini (indicato dall'ANFIM come «scrittore clandestino del Partito Comunista Italiano»), scrisse al presidente del Consiglio Mario Scelba una lettera in cui esprimeva insofferenza verso la presenza di «attaccabrighe comunisti» alle cerimonie commemorative alle Fosse Ardeatine, accusandoli di aver sfruttato politicamente i martiri e quel luogo di lutto sia durante la campagna elettorale del 1948 sia durante l'inaugurazione del mausoleo. Si scagliò inoltre contro gli attentatori del 23 marzo 1944, poiché «[...] se i Bentivegna non avessero gettato bombe in via Rasella, se si fossero presentati non a prendere allori e medaglie d'oro ma a fare un vero atto di coraggio dicendo allora siamo stati noi, quelli che abitavano in via Rasella e i nostri cari non ci sarebbero stati qui [...]».
L'8 settembre 1984, nella Sala degli Orazi e dei Curiazi del Palazzo dei Conservatori in Campidoglio, si svolse una cerimonia per il 41º anniversario dell'inizio della guerra di liberazione. Durante la celebrazione il sindaco di Roma, il comunista Ugo Vetere, consegnò a diversi reduci già decorati al valor militare e alle famiglie dei decorati caduti delle medaglie appositamente coniate per l'occasione dal Comune. Nel corso della cerimonia, dopo che fu conferita una medaglia a Rosario Bentivegna, l'omonimo figlio del generale Sabato Martelli Castaldi riconsegnò nelle mani del presidente dell'ANFIM l'onorificenza in memoria del padre che aveva ritirato, affinché fosse restituita al sindaco. Pregato dal presidente dell'ANFIM di non suscitare scandalo, prima di abbandonare la sala Martelli Castaldi spiegò: «Non voglio scandali, ma non voglio neppure una medaglia che accomuna le vittime a chi le ha provocate».
Particolarmente critica verso i gappisti è Liana Gigliozzi, figlia di Romolo, titolare di un bar in via Rasella che fu una delle dieci vittime dell'eccidio catturate nel rastrellamento seguito all'attentato. La signora Gigliozzi, nel partecipare a una messa in favore di Erich Priebke nel 1996, in totale «disaccordo» con lo zio Giovanni (cugino di Romolo e presidente dell'ANFIM), affermò: «Io ce l'ho con gli attentatori. Se non ci fossero stati loro, non succedeva nulla. I veri colpevoli dell'eccidio furono i gappisti. La rappresaglia nazista era prevedibile e inevitabile. I nazisti lo sapevano bene com'erano». Liana Gigliozzi e suo fratello Silvio si unirono ai parenti dei civili italiani uccisi dall'esplosione, Giovanni Zuccheretti (fratello di Piero) e Luigi Iaquinti (nipote di Antonio Chiaretti), nell'intraprendere un'azione penale contro i partigiani di via Rasella. Liana espresse disappunto per l'archiviazione del procedimento, disposta nel 1998.
Nel 2002 Claudio Bussi, figlio di Armando, in un articolo pubblicato su l'Unità per l'anniversario del massacro, scrisse: «l'attentato di via Rasella fu un atto di guerra, dettato da emotività più che da un preciso ragionamento, discutibile sul piano dell'opportunità e sbagliato se messo in relazione con le finalità che si volevano raggiungere». In replica, Bentivegna biasimò lo spazio concesso al "revisionismo" dal quotidiano diretto da Furio Colombo e definì il giudizio di Bussi una manifestazione della «fantasia dei falsari e dei mistificatori» e «una tesi cara a tutti gli attendisti».
Il cardinale Andrea Cordero Lanza di Montezemolo, figlio del colonnello Giuseppe, ha definito l'attentato «disgraziato eccidio di via Rasella» ed ha evidenziato che suo padre, prevedendo il pericolo di gravi rappresaglie, aveva emanato ordini che escludevano la possibilità di una guerriglia in città: «Tra le sue priorità c'era la protezione dei civili». Quest'ultimo aspetto è stato evidenziato anche dalla figlia del colonnello, Adriana: «Mio padre era molto preoccupato dalle rappresaglie e finché rimase in libertà riuscì a tenere il controllo della situazione. Dopo il suo arresto, il 25 gennaio 1944, dapprima i protagonisti della Resistenza si dileguarono nel timore che parlasse. Ma quando si accorsero che il colonnello Montezemolo riuscì a resistere alle torture, cominciarono le azioni dei Gap».